# كلوديا شرايبر
كلوديا شرايبر (بالألمانية: Claudia Schreiber)‏ هي كاتِبة وصحفية وكاتبة سيناريو ومقدمة تلفزيونية ألمانية، ولدت في 30 يوليو 1958 في Schachten ‏ في ألمانيا.

## وصلات خارجية
- كلوديا شرايبر على موقع IMDb (الإنجليزية)
- كلوديا شرايبر على موقع ألو سيني (الفرنسية)
- كلوديا شرايبر على موقع ميوزك برينز (الإنجليزية)
- كلوديا شرايبر على موقع أول موفي (الإنجليزية)
- كلوديا شرايبر على موقع قاعدة بيانات الأفلام السويدية (السويدية)
- كلوديا شرايبر على موقع قاعدة بيانات الفيلم (الإنجليزية)
- كلوديا شرايبر على موقع كينوبويسك (الروسية)